# Fitionești
Fitionesti là một xã thuộc hạt Vrancea, România. Dân số thời điểm năm 2002 là 2864 người.